# Stiftung Historisches Erbe der SBB

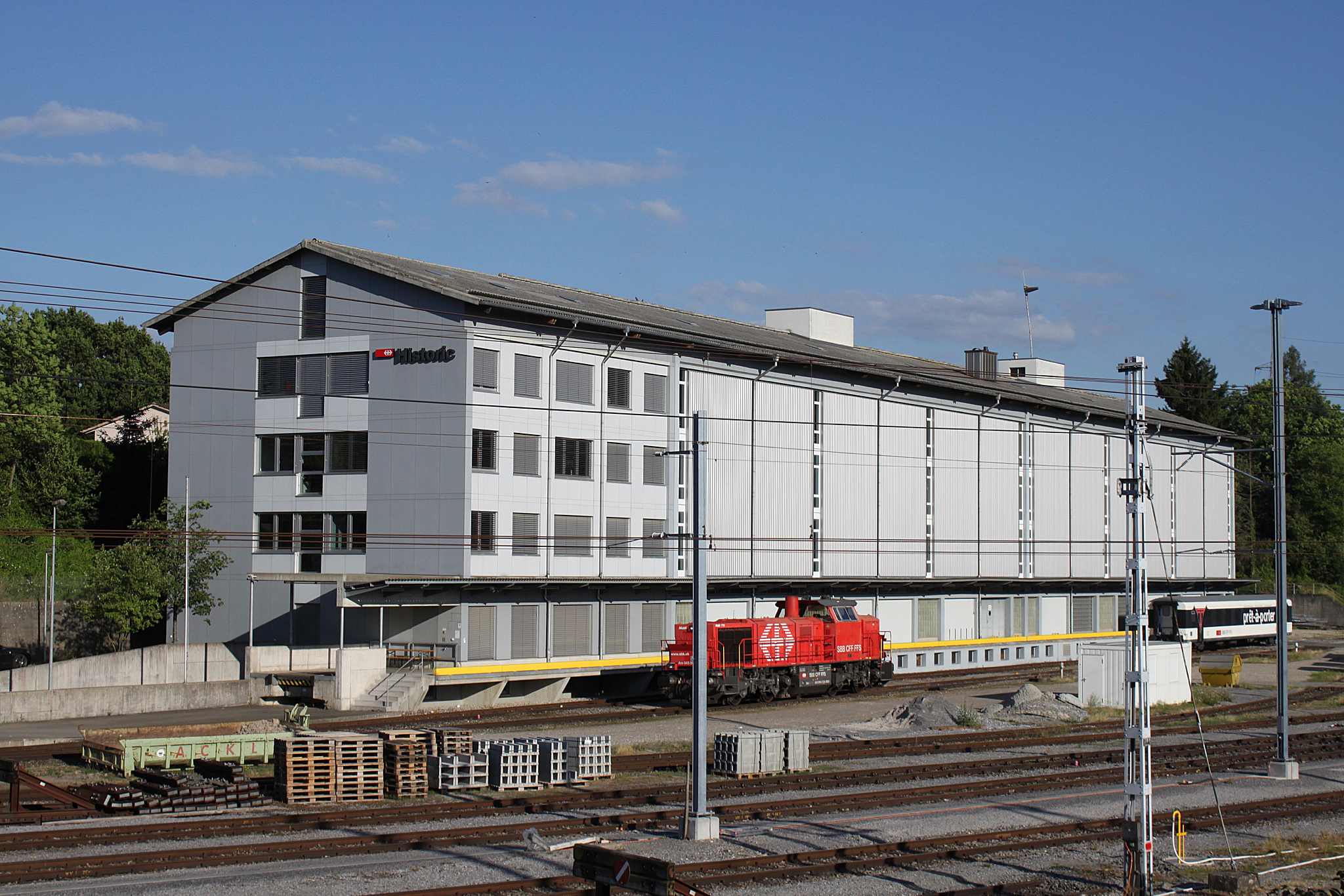
SBB Historic in Windisch

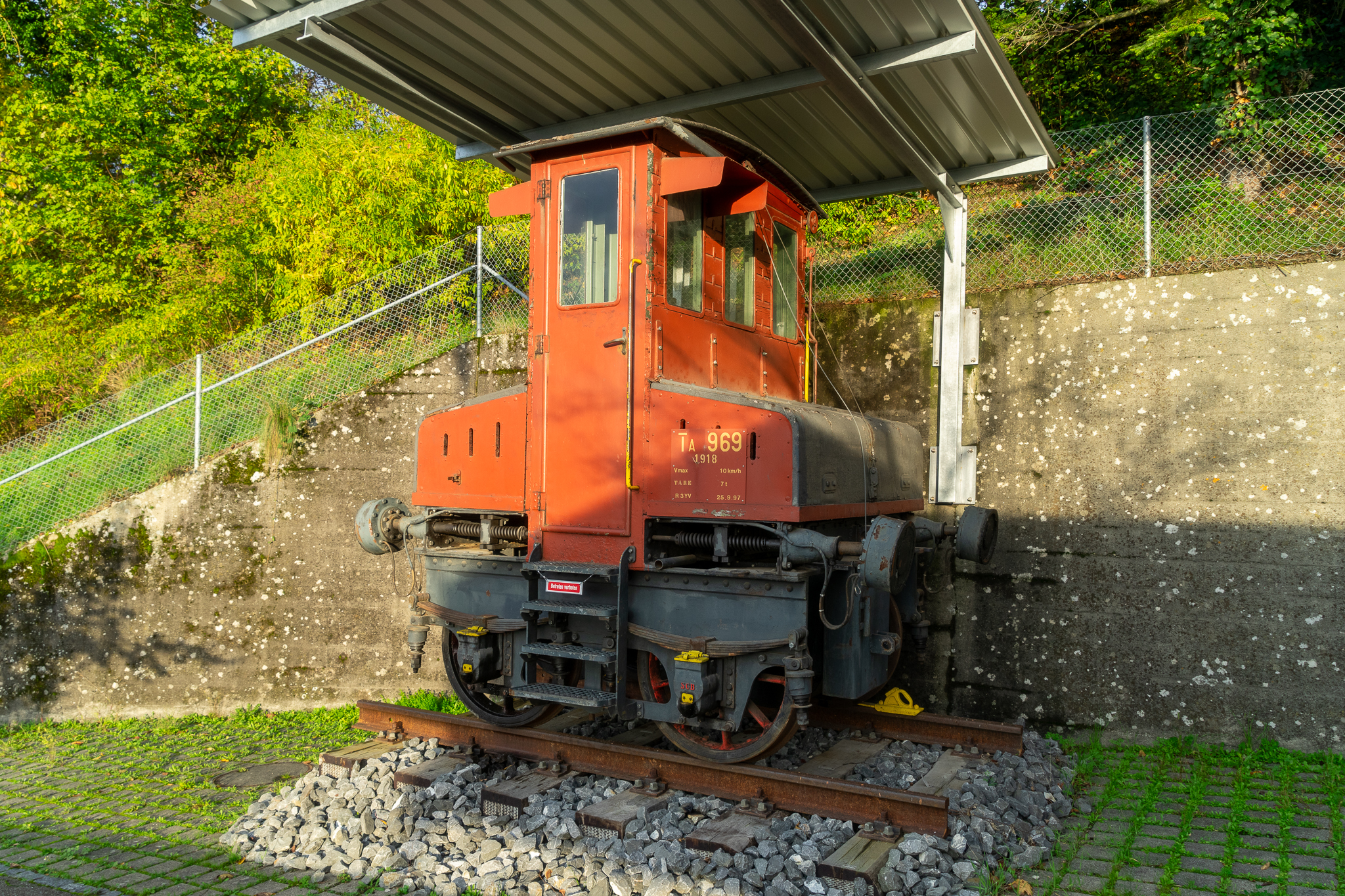
Ta 969 vor dem Gebäude von SBB Historic in Windisch

Die Stiftung Historisches Erbe der SBB (französisch Fondation pour le patrimoine historique des CFF; italienisch Fondazione per il patrimonio storico delle FFS) mit dem Markennamen SBB Historic ist eine privatrechtliche Stiftung mit Sitz in Erstfeld UR und Geschäftsstelle in Windisch AG. Die Stiftung sammelt historisch wertvolle Güter und Akten der schweizerischen Eisenbahngeschichte und macht sie einer breiten Öffentlichkeit zugänglich und nutzbar.

## Geschichte

Foto aus dem 19. Jahrhundert: Eisenbahnbrücke über die Göschenerreuss

Schon kurz nach ihrer Gründung planten die Schweizerischen Bundesbahnen den Bau eines Eisenbahnmuseums, um die vorhandenen historisch wertvollen Fahrzeuge und andere Gegenstände des Eisenbahnwesens der Öffentlichkeit zugänglich zu machen. Nach längeren Diskussionen wurde 1918 im Dienstgebäude des Güterbahnhofs Zürich an der Hohlstrasse ein kleines Eisenbahnmuseum eröffnet. Als sich in den 1950er Jahren das Interesse an einem nationalen Verkehrsmuseum bemerkbar machte, beteiligten sich auch die SBB an der Planung und brachten schliesslich das Sammelgut als Leihgabe in den Verein Verkehrshaus der Schweiz ein. Ursprünglich war das Verkehrshaus in Zürich geplant, es konnte aber kein geeigneter Ort gefunden werden. Deshalb wurde es schliesslich 1959 in Luzern eröffnet.
Die Pflege und der Erhalt der Funktionstüchtigkeit der Fahrzeuge oblag hauptsächlich den Bahn-Hauptwerkstätten und Lokomotivdepots der SBB. Dort wurden die Lokomotiven und Wagen durch das Werkstättenpersonal und die Lokführer in zum Teil unentgeltlichen Diensten unterhalten.
Die Umwandlung der SBB in eine Aktiengesellschaft 1999 leitete einen tiefgreifenden Restrukturierungsprozess ein. Im Zuge der Konzentration auf Kernkompetenzen und Kostenoptimierung gründeten die SBB im Jahr 2001 die privatrechtliche Stiftung „Historisches Erbe der SBB“, kurz „SBB Historic“, und lagerten die Güter in diese aus.
2015 zog SBB Historic von Bern ins Gebäude des ehemaligen SBB-Materiallagers auf der Südseite des Bahnhofes Brugg ein. Vor dem Gebäude ist der Rangiertraktor Ta 969 ausgestellt.

## Stiftungsgut

### Bibliothek
Die Fachbibliothek ist öffentlich zugänglich und Teil der Swiss Library Service Platform (SLSP). Sie umfasst über 30 000 Bücher zum Thema Eisenbahn und Verkehrswesen, 300 laufende und historische Fachzeitschriften sowie sämtliche Fahrpläne seit Beginn des Eisenbahnzeitalters in der Schweiz.

### Archive
Die Archive umfassen das Historische Archiv, das Fotoarchiv, das Film- und Videoarchiv sowie das Archiv der Schweizerischen Lokomotiv- und Maschinenfabrik (SLM). Zu den Beständen gehören rund 3000 Laufmeter historische Dokumente der SBB und ihrer Vorgängerbahnen. Hinzu kommen circa 450 000 Fotografien und Dias, rund 6500 historische Film- und Videodokumente sowie über 100 000 Pläne zum Lokomotivbau und viele weitere wertvolle Quellen zur Bahngeschichte.
2018 wurden die Archivbestände der Schweizerischen Lokomotiv- und Maschinenfabrik (SLM) von Winterthur nach Windisch überführt.

### Sammlungen
Die Sammlungen dokumentieren die Geschichte der Schweizer Eisenbahn. Schwerpunkte bilden die Plakatsammlung, die Sammlungen von Eisenbahnlaternen, Musikautomaten und Fahrzeugmodellen im Massstab 1:10, die Schienensammlung sowie die Kunstsammlung. Die Sammlungsobjekte sind unter www.sbbarchiv.ch verzeichnet, eine Übersicht über die in der Schweiz verfügbaren Sammlungen mit Bezug zur Eisenbahngeschichte liefert die Sammlungsplattform www.sbbhistoric.ch/de/plattform.

Streikende und Barrikaden beim Bahnhof Grenchen Süd während des Landesstreiks

### Online-Dossiers
2018 wurde damit begonnen von ausgewählten Beständen digitalisierte Fotos und Akten zu Themen gebündelt als Online-Dossiers zu publizieren, als erstes zum Landesstreik 1918.

### Lokomotiven
Zum Stiftungsgut gehören rund zwölf Dampflokomotiven, über 24 Elektrolokomotiven und -Triebwagen sowie eine Diesellokomotive. Die mit Stand Ende des Jahres 2011 insgesamt 174 Fahrzeuge sind zum grösseren Teil fahrbar und können gemietet werden oder sind im Verkehrshaus der Schweiz in Luzern ausgestellt.

#### Dampflokomotiven
- SBB A 3/5 705
- SBB B 3/4 1367
- SBB C 5/6 2978

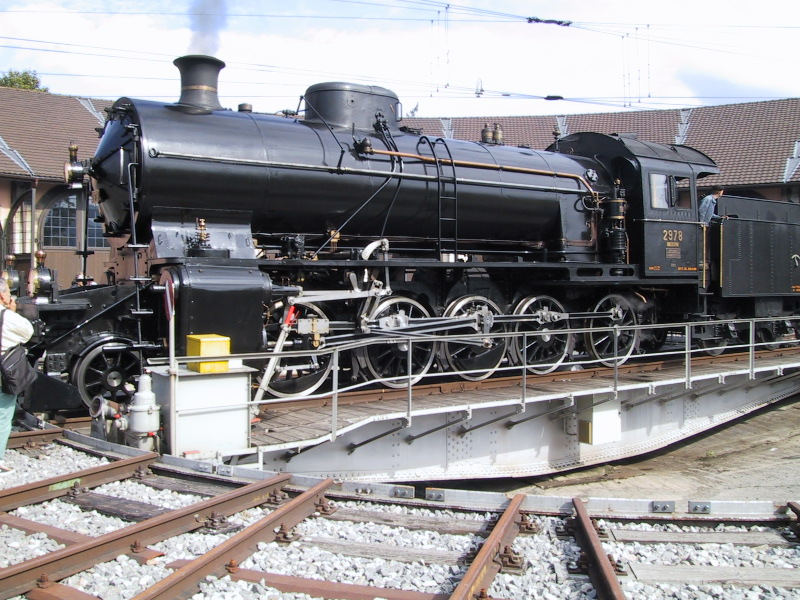
SBB C 5/6 2978 in Delsberg

- SBB D 1/3 Rekonstruktion der Limmat der so genannten (Spanisch-Brötli-Bahn)
- SBB Eb 2/4, als JS A2 35 bezeichnet
- SBB Eb 3/5 5819
- SCB Ed 2x2/2 196 (Mallet-Lokomotive)
- SCB Ec 2/5 28 Genf
- SBB Ec 3/3 5

#### Elektrolokomotiven
- SBB Fc 2x2/2 12102
- SBB Ae 3/5 10217
- SBB Ae 3/6 I 10650
- SBB Ae 3/6 I 10664 in grüner Farbgebung[5]
- SBB Ae 3/6 I 10700 in brauner Farbgebung[6]
- SBB Ae 3/6 II 10439
- SBB Ae 3/6 III 10264
- SBB Ae 4/7 10905
- SBB Ae 4/7 10976
- SBB Ae 6/6 11401, langfristig ausgestellt bei der Schienenverkehrsgesellschaft Stuttgart in Horb am Neckar.
- SBB Ae 6/6 11402
- SBB Ae 6/6 11407, langfristig vermietet an den Verein «Mikado 1244»
- SBB Ae 6/6 11411
- SBB Ae 6/6 11418, langfristig ausgestellt bei der Firma Galliker Transport AG
- SBB Ae 6/6 11421
- SBB Ae 6/6 11425
- SBB Ae 6/6 11456
- SBB Ae 8/14 11801
- SBB Be 4/6 12320
- SBB Be 4/7 12504
- SBB Be 6/8 II 13254 Krokodil-Lokomotive in grüner Farbgebung, von 1982 bis 2025 im Verkehrshaus
- SBB Be 6/8 III 13302 Krokodil-Lokomotive
- SBB Ce 6/8 II 14253 Krokodil-Lokomotive
- SBB Ce 6/8 III 14305 Krokodil-Lokomotive
- SBB Re 4/4 I 10001
- SBB Re 4/4 I 10044
- SBB Re 4/4 II 11108 (1967) SLM / BBC / MFO / SAAS in Swiss Express Farbgebung, seit 2025 im Verkehrshaus
- SBB Re 6/6 11666 (Re 620 066) Stein am Rhein in roter Farbgebung

#### Triebwagen
- UeBB CZm 1/2 31
- SBB BDe 4/4 1643
- SBB BDe 4/4 1646
- SBB De 4/4 1679 in grüner Farbgebung
- SBB Deh 4/6 916
- SBB RAe 2/4 203 Roter Pfeil
- SBB RAe 2/4 1001 Roter Pfeil
- SBB RAe TEE II 1053
- SBB RBe 4/4 540 069

#### Diesellokomotive
- SBB Bm 4/4 II 18451

### Wagen
|  | Diese Liste ist nicht vollständig. Weitere Nachträge sind willkommen. |

Die Stiftung verfügt auch über diverse historische Wagen verschiedener Epochen, mit denen zusammen mit den Triebfahrzeugen historisch akkurate Kompositionen betrieben werden können.
- SBB WRm RIC 61 85 88 70 004-6 Speisewagen, seit 2025 ausgestellt im Verkehrshaus
- als SCB BC4 321 beschrifteter ehemaliger SBB BC4 4952. Einziger in der Schweiz erhaltene gebliebener sogenannter Amerikaner-Wagen[7] aus der Frühzeit der Eisenbahn mit Baujahr 1865

### Gegenstände
Neben dem Rollmaterial besitzt SBB Historic weitere bewegliche Gegenstände aus der Geschichte der SBB, so zum Beispiel eine eindrückliche Sammlung von Eisenbahnlaternen und eine einzigartige Anzahl ehemaliger Musikautomaten aus den Bahnhöfen.

## Veranstaltungen
Um das Stiftungsgut präsentieren zu können, beteiligt sich SBB Historic regelmässig an Veranstaltungen wie Ausstellungen, öffentlichen Fahrten und Paraden.

## Historische Fahrten
SBB Historic bietet ein jährlich wechselndes Programm an Sonderfahrten mit historischem Rollmaterial an. Ausserdem besteht die Möglichkeit, historische Extrazüge und Charterfahrten für Geschäftsanlässe sowie Vereins- oder Familienausflüge zu mieten.

## Bahn-Treff Interlaken
SBB Historic betrieb in Interlaken von 2004 bis 2008 zusammen mit der Genossenschaft Modelleisenbahntreff eine 1200 m² Ausstellung mit dem Namen Bahn-Treff, welche Exponate aus 100 Jahren Bahngeschichte zeigte. Daneben waren rund zwölf Modelleisenbahnanlagen berühmter und spektakulärer Schweizer Strecken zu sehen.